# Квинкунс
Тази статия е за геометричното понятие, за римската монета с това име, вижте Квинкунс (монета)
Квинкунсът е геометрична подредба от пет точки, 4 от тях образуващи квадрат и пета като център между тях. Формира се подредба от 5 единици в подредба съответстваща на 5-те точки при зара, някои карти или домино.

## Исторически произход на името
Квинкунсът първоначално бил монета създадена в римската република през 211-200 пр.н.е., чиято стойност била 5/12-и от ас, римската стандартна бронзова монета. Върху римските квинкунс монети стойността понякога била индикирана от 5 точки. Но не винаги тези точки били подредени в квинкунс подредба.